# Llista de topònims d'Olesa de Bonesvalls
Llista de topònims (noms propis de lloc) del municipi d'Olesa de Bonesvalls, a l'Alt Penedès
Informació actualitzada per un bot. Els canvis manuals es perdran quan s'actualitzi!

## avenc
| imatge | Nom                         | Ubicat a            | instància de | Detalls                            | coordenades                                                                                                  | Protecció | Commons (més fotos) | Dades a WD                    |
| ------ | --------------------------- | ------------------- | ------------ | ---------------------------------- | --- | --------- | ------------------- | ----------------------------- |
|        | avenc de Font i Sagué       | Olesa de Bonesvalls | avenc        | Anomenat per: Norbert Font i Sagué | 41° 22′ 40″ N, 1° 52′ 07″ E / 41.37779°N,1.86859°E ca:Zona limítrof amb Vallirana. 08795 OLESA DE BONESVALLS |           |                     | Modifica les dades a Wikidata |
|        | avenc de Sant Marçal        | Olesa de Bonesvalls | avenc        |                                    | 41° 21′ 02″ N, 1° 51′ 37″ E / 41.3505674128969°N,1.86036776416023°E                                          |           |                     | Modifica les dades a Wikidata |
|        | avenc de l'Esquerrà         | Olesa de Bonesvalls | avenc        |                                    | 41° 19′ 18″ N, 1° 50′ 21″ E / 41.3217108298736°N,1.8390768773196°E                                           |           |                     | Modifica les dades a Wikidata |
|        | avenc de la Figuerota       | Olesa de Bonesvalls | avenc        |                                    | 41° 19′ 47″ N, 1° 50′ 36″ E / 41.32974343466°N,1.84334376279683°E                                            |           |                     | Modifica les dades a Wikidata |
|        | avenc de la Línia           | Olesa de Bonesvalls | avenc        |                                    | 41° 22′ 42″ N, 1° 51′ 22″ E / 41.3783938698825°N,1.85607921303151°E                                          |           |                     | Modifica les dades a Wikidata |
|        | avenc del Pla de les Basses | Olesa de Bonesvalls | avenc        |                                    | 41° 19′ 59″ N, 1° 51′ 28″ E / 41.3331131302595°N,1.85786369858408°E                                          |           |                     | Modifica les dades a Wikidata |
|        | avenc del Topògraf          | Olesa de Bonesvalls | avenc        |                                    | 41° 22′ 40″ N, 1° 52′ 06″ E / 41.37787°N,1.86847°E ca:Zona limítrof amb Vallirana. 08795 OLESA DE BONESVALLS |           |                     | Modifica les dades a Wikidata |
|        | l'Escarpa                   | Olesa de Bonesvalls | avenc        |                                    | 41° 21′ 48″ N, 1° 53′ 12″ E / 41.3632923109474°N,1.88678368358552°E                                          |           |                     | Modifica les dades a Wikidata |
|        | la Cuneta                   | Olesa de Bonesvalls | avenc        |                                    | 41° 21′ 35″ N, 1° 52′ 54″ E / 41.3597847632558°N,1.88176244076671°E                                          |           |                     | Modifica les dades a Wikidata |

## barraca de vinya
| imatge | Nom                          | Ubicat a            | instància de     | Detalls | coordenades                                                                                            | Protecció | Commons (més fotos)                       | Dades a WD                    |
| ------ | ---------------------------- | ------------------- | ---------------- | ------- | --- | --------- | ----------------------------------------- | ----------------------------- |
|        | barraca de Can Xacó          | Olesa de Bonesvalls | barraca de vinya |         | 41° 20′ 46″ N, 1° 50′ 56″ E / 41.34601850569192°N,1.8488622424462828°E                                 |           | Barraca de Can Xacó (Olesa de Bonesvalls) | Modifica les dades a Wikidata |
|        | barraca del Cinto 2          | Olesa de Bonesvalls | barraca de vinya |         | 41° 22′ 13″ N, 1° 51′ 58″ E / 41.37033°N,1.86614°E ca:Fondo cova Romaguera. 08795 OLESA DE BONESVALLS  |           |                                           | Modifica les dades a Wikidata |
|        | barraca i corral del Futre   | Olesa de Bonesvalls | barraca de vinya |         | 41° 22′ 34″ N, 1° 51′ 54″ E / 41.37622°N,1.86488°E ca:Fondo del Futre. 08795 OLESA DE BONESVALLS       |           |                                           | Modifica les dades a Wikidata |
|        | barraca i corral del Milanet | Olesa de Bonesvalls | barraca de vinya |         | 41° 22′ 08″ N, 1° 50′ 13″ E / 41.36881°N,1.83692°E ca:Fondo de cova Pregona. 08795 OLESA DE BONESVALLS |           |                                           | Modifica les dades a Wikidata |

## cabana
| imatge | Nom                      | Ubicat a            | instància de | Detalls | coordenades | Protecció | Commons (més fotos) | Dades a WD                    |
| ------ | ------------------------ | ------------------- | ------------ | ------- | --- | --------- | ------------------- | ----------------------------- |
|        | corral d'en Ponç         | Olesa de Bonesvalls | cabana       |         | 41° 21′ 55″ N, 1° 51′ 43″ E / 41.365354824186°N,1.86190320905521°E                                                                                    |           |                     | Modifica les dades a Wikidata |
|        | corral d'en Roca         | Olesa de Bonesvalls | cabana       |         | 41° 21′ 35″ N, 1° 51′ 07″ E / 41.35966290727°N,1.85200774842332°E                                                                                     |           |                     | Modifica les dades a Wikidata |
|        | corral d'en Ràfols       | Olesa de Bonesvalls | cabana       |         | 41° 21′ 40″ N, 1° 51′ 23″ E / 41.3609858980563°N,1.8564200053237°E                                                                                    |           |                     | Modifica les dades a Wikidata |
|        | corral de Can Jaume      | Olesa de Bonesvalls | cabana       |         | 41° 20′ 06″ N, 1° 50′ 53″ E / 41.3348984263882°N,1.84810457829278°E                                                                                   |           |                     | Modifica les dades a Wikidata |
|        | corral de Pere Milà      | Olesa de Bonesvalls | cabana       |         | 41° 22′ 10″ N, 1° 51′ 33″ E / 41.3693807141994°N,1.85913074060699°E                                                                                   |           |                     | Modifica les dades a Wikidata |
|        | corral de l'Esquerrà     | Olesa de Bonesvalls | cabana       |         | 41° 19′ 18″ N, 1° 50′ 25″ E / 41.3215886283538°N,1.84035751823228°E ca:Al costat del camí de Ribes-Olivella a Olesa-Begues. 08795 OLESA DE BONESVALLS |           |                     | Modifica les dades a Wikidata |
|        | corral de la Boixosa     | Olesa de Bonesvalls | cabana       |         | 41° 19′ 55″ N, 1° 49′ 50″ E / 41.3320813542186°N,1.83046783415387°E ca:Fondo de la Boixosa. 08795 OLESA DE BONESVALLS                                 |           |                     | Modifica les dades a Wikidata |
|        | corral de la Sabatera    | Olesa de Bonesvalls | cabana       |         | 41° 19′ 59″ N, 1° 50′ 18″ E / 41.3330801821508°N,1.83837310478267°E                                                                                   |           |                     | Modifica les dades a Wikidata |
|        | corral del Gori          | Olesa de Bonesvalls | cabana       |         | 41° 22′ 12″ N, 1° 51′ 31″ E / 41.3700952553985°N,1.85852039498539°E                                                                                   |           |                     | Modifica les dades a Wikidata |
|        | corral del Xicós Escalat | Olesa de Bonesvalls | cabana       |         | 41° 21′ 38″ N, 1° 51′ 51″ E / 41.3606289175498°N,1.86402994577055°E                                                                                   |           |                     | Modifica les dades a Wikidata |

## cova
| imatge | Nom                     | Ubicat a            | instància de | Detalls | coordenades | Protecció | Commons (més fotos) | Dades a WD                    |
| ------ | ----------------------- | ------------------- | ------------ | ------- | --- | --------- | ------------------- | ----------------------------- |
|        | Cova Miquel             | Olesa de Bonesvalls | cova         |         | 41° 22′ 20″ N, 1° 52′ 31″ E / 41.3723131913482°N,1.87519838858464°E                                                                  |           |                     | Modifica les dades a Wikidata |
|        | Forat dels Bancarrassos | Olesa de Bonesvalls | cova         |         | 41° 21′ 33″ N, 1° 52′ 13″ E / 41.3591145451912°N,1.87032081425476°E ca:Entre Vallirana i el Pla del Pèlag. 08795 OLESA DE BONESVALLS |           |                     | Modifica les dades a Wikidata |
|        | cova de Pep Jaques      | Olesa de Bonesvalls | cova         |         | 41° 21′ 24″ N, 1° 53′ 20″ E / 41.3567919719802°N,1.88896264130296°E                                                                  |           |                     | Modifica les dades a Wikidata |

## creu de terme
| imatge | Nom                          | Ubicat a            | instància de  | Detalls      | coordenades | Protecció | Commons (més fotos)                        | Dades a WD                    |
| ------ | ---------------------------- | ------------------- | ------------- | ------------ | --- | --------- | ------------------------------------------ | ----------------------------- |
|        | antiga creu de terme d'Olesa | Olesa de Bonesvalls | creu de terme |              | 41° 21′ 19″ N, 1° 50′ 41″ E / 41.35517844299709°N,1.8447691383389708°E                                                  |           | Antiga creu de terme d'Olesa de Bonesvalls | Modifica les dades a Wikidata |
|        | creu de terme d'Olesa        | Olesa de Bonesvalls | creu de terme | 16th century | 41° 21′ 10″ N, 1° 51′ 01″ E / 41.352645391655614°N,1.850226649825428°E ca:Camí de la Pedrosa. 08795 OLESA DE BONESVALLS |           | Creu de terme d'Olesa de Bonesvalls        | Modifica les dades a Wikidata |

## element arquitectònic
| imatge | Nom                   | Ubicat a            | instància de          | Detalls | coordenades | Protecció | Commons (més fotos) | Dades a WD                    |
| ------ | --------------------- | ------------------- | --------------------- | ------- | --- | --------- | ------------------- | ----------------------------- |
|        | Pou del Ràfols        | Olesa de Bonesvalls | element arquitectònic |         | 41° 21′ 47″ N, 1° 51′ 35″ E / 41.363°N,1.85979°E ca:Fondo de l'Arcatera. 08795 OLESA DE BONESVALLS                |           |                     | Modifica les dades a Wikidata |
|        | Pou del Xoscalat      | Olesa de Bonesvalls | element arquitectònic |         | 41° 23′ 03″ N, 1° 51′ 41″ E / 41.38422°N,1.86129°E ca:Turó del Pi de les quatre soques. 08795 OLESA DE BONESVALLS |           |                     | Modifica les dades a Wikidata |
|        | pou de l'Isidre Cuscó | Olesa de Bonesvalls | element arquitectònic |         | 41° 22′ 42″ N, 1° 51′ 18″ E / 41.37841°N,1.8549°E ca:Els Penyalets. 08795 OLESA DE BONESVALLS                     |           |                     | Modifica les dades a Wikidata |

## entitat singular de població
| imatge | Nom                 | Ubicat a            | instància de                                   | Detalls | coordenades                                                                  | Protecció | Commons (més fotos) | Dades a WD                    |
| ------ | ------------------- | ------------------- | ---------------------------------------------- | ------- | ---------------------------------------------------------------------------- | --------- | ------------------- | ----------------------------- |
|        | Ca n'Olivella       | Olesa de Bonesvalls | entitat singular de població                   | 702 hab | 41° 21′ 32″ N, 1° 53′ 03″ E / 41.35897°N,1.88414°E 455 msnm                  |           |                     | Modifica les dades a Wikidata |
|        | Can Costa           | Olesa de Bonesvalls | entitat singular de població                   | 111 hab | 41° 21′ 05″ N, 1° 50′ 35″ E / 41.351277694565°N,1.8429467015847°E 318 msnm   |           |                     | Modifica les dades a Wikidata |
|        | Can Morgades        | Olesa de Bonesvalls | entitat singular de població                   | 176 hab | 41° 21′ 09″ N, 1° 51′ 21″ E / 41.3524943979082°N,1.85576772622087°E 288 msnm |           |                     | Modifica les dades a Wikidata |
|        | Can Xacó            | Olesa de Bonesvalls | entitat singular de població                   | 143 hab | 41° 20′ 52″ N, 1° 51′ 05″ E / 41.347759196204°N,1.8513761109095°E 284 msnm   |           |                     | Modifica les dades a Wikidata |
|        | Olesa de Bonesvalls | Olesa de Bonesvalls | entitat singular de població capital municipal | 450 hab | 41° 21′ 16″ N, 1° 50′ 57″ E / 41.35435°N,1.84907°E 267 msnm                  |           |                     | Modifica les dades a Wikidata |
|        | Pla del Pèlec       | Olesa de Bonesvalls | entitat singular de població                   | 475 hab | 41° 22′ 34″ N, 1° 53′ 31″ E / 41.3759790283337°N,1.89188882460252°E 473 msnm |           |                     | Modifica les dades a Wikidata |
|        | Puig de Vidró       | Olesa de Bonesvalls | entitat singular de població                   | 35 hab  | 41° 21′ 01″ N, 1° 50′ 39″ E / 41.35023989°N,1.844168901°E 304.375 msnm       |           |                     | Modifica les dades a Wikidata |

## forn de calç
| imatge | Nom                                      | Ubicat a            | instància de | Detalls                                  | coordenades | Protecció                                  | Commons (més fotos)      | Dades a WD                    |
| ------ | ---------------------------------------- | ------------------- | ------------ | ---------------------------------------- | --- | ------------------------------------------ | ------------------------ | ----------------------------- |
|        | Forn de calç Pere Mestres 1              | Olesa de Bonesvalls | forn de calç | Estil: arquitectura popular              | | bé integrant del patrimoni cultural català |                          | Modifica les dades a Wikidata |
|        | Forn de calç Pere Mestres 2              | Olesa de Bonesvalls | forn de calç | Estil: arquitectura popular              | | bé integrant del patrimoni cultural català |                          | Modifica les dades a Wikidata |
|        | Forn de calç Vinyes 1                    | Olesa de Bonesvalls | forn de calç | Estil: arquitectura popular              | | bé integrant del patrimoni cultural català |                          | Modifica les dades a Wikidata |
|        | Forn de calç Vinyes 2                    | Olesa de Bonesvalls | forn de calç | Estil: arquitectura popular              | | bé integrant del patrimoni cultural català |                          | Modifica les dades a Wikidata |
|        | Forn de calç d'en Ràfols                 | Olesa de Bonesvalls | forn de calç | Estil: arquitectura popular 1954         | 41° 21′ 36″ N, 1° 51′ 31″ E / 41.359892°N,1.858587°E ca:Camí d'Olesa al pont de l'Arcada. 08795 OLESA DE BONESVALLS | bé integrant del patrimoni cultural català | Forn de calç d'en Ràfols | Modifica les dades a Wikidata |
|        | Forn de calç de Can Parellada            | Olesa de Bonesvalls | forn de calç | Estil: arquitectura popular              | 41° 20′ 51″ N, 1° 49′ 42″ E / 41.347472°N,1.828204°E ca:Fondo de can Malet. 08795 OLESA DE BONESVALLS               | bé integrant del patrimoni cultural català |                          | Modifica les dades a Wikidata |
|        | Forn de calç de Poxacó                   | Olesa de Bonesvalls | forn de calç | Estil: arquitectura popular              | | bé integrant del patrimoni cultural català |                          | Modifica les dades a Wikidata |
|        | Forn de calç de la Cometa                | Olesa de Bonesvalls | forn de calç | Estil: arquitectura popular 20th century | 41° 21′ 08″ N, 1° 49′ 28″ E / 41.352298°N,1.824532°E ca:Carretera BV 2411.08795 OLESA DE BONESVALLS                 | bé integrant del patrimoni cultural català |                          | Modifica les dades a Wikidata |
|        | Forn de calç de la Gavarra               | Olesa de Bonesvalls | forn de calç | Estil: arquitectura popular              | | bé integrant del patrimoni cultural català |                          | Modifica les dades a Wikidata |
|        | Forn de calç del Corral d'en Ponç        | Olesa de Bonesvalls | forn de calç | Estil: arquitectura popular              | | bé integrant del patrimoni cultural català |                          | Modifica les dades a Wikidata |
|        | Forn de calç del Fondo del Lledoner      | Olesa de Bonesvalls | forn de calç | Estil: arquitectura popular              | | bé integrant del patrimoni cultural català |                          | Modifica les dades a Wikidata |
|        | Forn de calç del Pere Olivella Saumell 2 | Olesa de Bonesvalls | forn de calç | Estil: arquitectura popular 20th century | 41° 21′ 25″ N, 1° 51′ 49″ E / 41.356987°N,1.863647°E ca:Carretera BV 2410.08795 OLESA DE BONESVALLS                 | bé integrant del patrimoni cultural català |                          | Modifica les dades a Wikidata |
|        | Forn de calç del Tutusaus                | Olesa de Bonesvalls | forn de calç | Estil: arquitectura popular              | | bé integrant del patrimoni cultural català |                          | Modifica les dades a Wikidata |

## masia
| imatge | Nom               | Ubicat a            | instància de | Detalls      | coordenades | Protecció | Commons (més fotos) | Dades a WD                    |
| ------ | ----------------- | ------------------- | ------------ | ------------ | --- | --------- | ------------------- | ----------------------------- |
|        | Ca n'Amat         | Olesa de Bonesvalls | masia        |              | 41° 20′ 49″ N, 1° 50′ 23″ E / 41.3469563428981°N,1.8397281785672°E                                                            |           |                     | Modifica les dades a Wikidata |
|        | Cal Malet         | Olesa de Bonesvalls | masia        |              | 41° 21′ 04″ N, 1° 49′ 43″ E / 41.351132593563°N,1.828604926781°E                                                              |           |                     | Modifica les dades a Wikidata |
|        | Cal Pel·lari      | Olesa de Bonesvalls | masia        |              | 41° 20′ 36″ N, 1° 49′ 57″ E / 41.3432003189874°N,1.83261153687914°E                                                           |           |                     | Modifica les dades a Wikidata |
|        | Can Camat         | Olesa de Bonesvalls | masia        |              | 41° 20′ 51″ N, 1° 50′ 35″ E / 41.3474311997268°N,1.8430546517687°E                                                            |           |                     | Modifica les dades a Wikidata |
|        | Can Gravat        | Olesa de Bonesvalls | masia        |              | 41° 20′ 38″ N, 1° 50′ 34″ E / 41.3439682645492°N,1.84264981074436°E                                                           |           |                     | Modifica les dades a Wikidata |
|        | Can Mitjans       | Olesa de Bonesvalls | masia        |              | 41° 20′ 44″ N, 1° 49′ 00″ E / 41.345606903439°N,1.8167513770799°E                                                             |           |                     | Modifica les dades a Wikidata |
|        | Can Parellada     | Olesa de Bonesvalls | masia        | 1731         | 41° 20′ 49″ N, 1° 50′ 04″ E / 41.3470822318571°N,1.83435904816109°E ca:Can Parellada Torrents. 08795 OLESA DE BONESVALLS      |           |                     | Modifica les dades a Wikidata |
|        | Can Ros           | Olesa de Bonesvalls | masia        |              | 41° 20′ 36″ N, 1° 50′ 30″ E / 41.3433008574766°N,1.84166958777372°E                                                           |           |                     | Modifica les dades a Wikidata |
|        | Can Vedell        | Olesa de Bonesvalls | masia        |              | 41° 21′ 19″ N, 1° 50′ 44″ E / 41.3553738699487°N,1.84555595184663°E                                                           |           |                     | Modifica les dades a Wikidata |
|        | Mas Cort Nou      | Olesa de Bonesvalls | masia        | 18th century | 41° 20′ 59″ N, 1° 50′ 04″ E / 41.3496586239949°N,1.83438481019077°E ca:Carretera BV-2411 km 20,300. 08795 OLESA DE BONESVALLS |           |                     | Modifica les dades a Wikidata |
|        | Mas Cort Vell     | Olesa de Bonesvalls | masia        | 16th century | 41° 20′ 54″ N, 1° 49′ 18″ E / 41.3484294326789°N,1.82159286568534°E ca:Mas Cort Vell. 08795 OLESA DE BONESVALLS               |           |                     | Modifica les dades a Wikidata |
|        | Mas de l'Esquerrà | Olesa de Bonesvalls | masia        |              | 41° 19′ 31″ N, 1° 50′ 25″ E / 41.3252820032962°N,1.84038762261008°E                                                           |           |                     | Modifica les dades a Wikidata |
|        | la Gavarra        | Olesa de Bonesvalls | masia        |              | 41° 20′ 55″ N, 1° 48′ 49″ E / 41.3485183907088°N,1.81359453844326°E                                                           |           |                     | Modifica les dades a Wikidata |

## muntanya
| imatge | Nom                        | Ubicat a                                                  | instància de | Detalls | coordenades                                                                                            | Protecció | Commons (més fotos) | Dades a WD                    |
| ------ | -------------------------- | --------------------------------------------------------- | ------------ | ------- | --- | --------- | ------------------- | ----------------------------- |
|        | Alt del Coscó              | Avinyonet del Penedès Olesa de Bonesvalls                 | muntanya     |         | 41° 19′ 39″ N, 1° 49′ 29″ E / 41.32755556°N,1.82472222°E 357.2 msnm                                    |           | Alt del Coscó       | Modifica les dades a Wikidata |
|        | Montau                     | Olesa de Bonesvalls Begues                                | muntanya     |         | 41° 20′ 45″ N, 1° 53′ 06″ E / 41.3458636248°N,1.88500083001°E 658 msnm                                 |           | Montau              | Modifica les dades a Wikidata |
|        | Montgròs                   | Olesa de Bonesvalls                                       | muntanya     |         | 41° 22′ 11″ N, 1° 50′ 31″ E / 41.3698°N,1.84194°E 538.1 msnm                                           |           |                     | Modifica les dades a Wikidata |
|        | Pla de les Mentides        | Olesa de Bonesvalls                                       | muntanya     |         | 41° 22′ 18″ N, 1° 50′ 15″ E / 41.37172222°N,1.83755556°E 534.9 msnm                                    |           |                     | Modifica les dades a Wikidata |
|        | Puig Bernat                | Vallirana Olesa de Bonesvalls                             | muntanya     |         | 41° 22′ 24″ N, 1° 52′ 55″ E / 41.3734°N,1.88186°E 612.5 msnm                                           |           |                     | Modifica les dades a Wikidata |
|        | Puig Crespinell            | Avinyonet del Penedès Olesa de Bonesvalls                 | muntanya     |         | 41° 19′ 21″ N, 1° 50′ 10″ E / 41.32241667°N,1.83619444°E 409.7 msnm                                    |           |                     | Modifica les dades a Wikidata |
|        | Puig Escampador            | Olesa de Bonesvalls                                       | muntanya     |         | 41° 19′ 51″ N, 1° 51′ 20″ E / 41.3307°N,1.85564°E 474.1 msnm                                           |           |                     | Modifica les dades a Wikidata |
|        | Puig Morer                 | Olesa de Bonesvalls                                       | muntanya     |         | 41° 20′ 29″ N, 1° 51′ 12″ E / 41.34133333°N,1.85330556°E 392.1 msnm                                    |           |                     | Modifica les dades a Wikidata |
|        | Puig Saiada                | Begues Olesa de Bonesvalls                                | muntanya     |         | 41° 21′ 05″ N, 1° 53′ 46″ E / 41.3515°N,1.896°E 620.8 msnm                                             |           |                     | Modifica les dades a Wikidata |
|        | Puig de l'Antiga           | Begues Olesa de Bonesvalls                                | muntanya     |         | 41° 20′ 36″ N, 1° 52′ 15″ E / 41.34333333°N,1.87097222°E 513.7 msnm                                    |           |                     | Modifica les dades a Wikidata |
|        | Puig de la Mola            | Begues Olivella Avinyonet del Penedès Olesa de Bonesvalls | muntanya     |         | 41° 19′ 10″ N, 1° 50′ 52″ E / 41.3193219621°N,1.84785320744°E ca:08792 AVINYONET DEL PENEDÈS. 534 msnm |           | Puig de la Mola     | Modifica les dades a Wikidata |
|        | Roca Reposadora            | Olesa de Bonesvalls                                       | muntanya     |         | 41° 20′ 57″ N, 1° 51′ 35″ E / 41.3492°N,1.85978°E 357.4 msnm                                           |           |                     | Modifica les dades a Wikidata |
|        | Turó de l'Oró              | Subirats Olesa de Bonesvalls                              | muntanya     |         | 41° 22′ 53″ N, 1° 51′ 21″ E / 41.38133333°N,1.85597222°E 575.5 msnm                                    |           |                     | Modifica les dades a Wikidata |
|        | Turó de les Mentides       | Subirats Olesa de Bonesvalls                              | muntanya     |         | 41° 22′ 30″ N, 1° 49′ 57″ E / 41.37497222°N,1.83238889°E 539.6 msnm                                    |           |                     | Modifica les dades a Wikidata |
|        | el Pi de les Quatre Soques | Subirats Olesa de Bonesvalls                              | muntanya     |         | 41° 23′ 06″ N, 1° 51′ 34″ E / 41.385°N,1.8595555555555556°E 564.3 msnm                                 |           |                     | Modifica les dades a Wikidata |
|        | serra de les Conques       | Olivella Olesa de Bonesvalls Begues Avinyonet del Penedès | muntanya     |         | 41° 18′ 46″ N, 1° 50′ 53″ E / 41.312777777778°N,1.8480555555556°E                                      |           |                     | Modifica les dades a Wikidata |

## nucli de població
| imatge | Nom           | Ubicat a            | instància de      | Detalls | coordenades                                                       | Protecció | Commons (més fotos) | Dades a WD                    |
| ------ | ------------- | ------------------- | ----------------- | ------- | ----------------------------------------------------------------- | --------- | ------------------- | ----------------------------- |
|        | Puig de Vidre | Olesa de Bonesvalls | nucli de població |         | 41° 21′ 03″ N, 1° 50′ 38″ E / 41.350921°N,1.843877°E              |           |                     | Modifica les dades a Wikidata |
|        | l'Hospital    | Olesa de Bonesvalls | nucli de població |         | 41° 20′ 29″ N, 1° 50′ 27″ E / 41.341347299389°N,1.8407321462574°E |           |                     | Modifica les dades a Wikidata |

## serra
| imatge | Nom                  | Ubicat a                                           | instància de | Detalls | coordenades                                                         | Protecció | Commons (més fotos) | Dades a WD                    |
| ------ | -------------------- | -------------------------------------------------- | ------------ | ------- | ------------------------------------------------------------------- | --------- | ------------------- | ----------------------------- |
|        | els Penyalets        | Olesa de Bonesvalls                                | serra        |         | 41° 22′ 17″ N, 1° 51′ 03″ E / 41.37127778°N,1.85080556°E 471.6 msnm |           |                     | Modifica les dades a Wikidata |
|        | serra de Riés        | Olesa de Bonesvalls Subirats                       | serra        |         | 41° 21′ 38″ N, 1° 49′ 26″ E / 41.36066667°N,1.82377778°E 542.2 msnm |           |                     | Modifica les dades a Wikidata |
|        | serra de les Conques | Begues Olesa de Bonesvalls Olivella                | serra        |         | 41° 18′ 32″ N, 1° 50′ 52″ E / 41.3088°N,1.84769°E 462.8 msnm        |           |                     | Modifica les dades a Wikidata |
|        | serra de les Piques  | Avinyonet del Penedès Olesa de Bonesvalls Olivella | serra        |         | 41° 18′ 54″ N, 1° 50′ 26″ E / 41.31494444°N,1.84061111°E 418.7 msnm |           |                     | Modifica les dades a Wikidata |
|        | serra de les Planes  | Olesa de Bonesvalls Subirats                       | serra        |         | 41° 22′ 42″ N, 1° 50′ 37″ E / 41.37836111°N,1.84352778°E 575.5 msnm |           |                     | Modifica les dades a Wikidata |
|        | serral del Cúpol     | Olesa de Bonesvalls Vallirana                      | serra        |         | 41° 22′ 40″ N, 1° 53′ 10″ E / 41.377719°N,1.885979°E                |           |                     | Modifica les dades a Wikidata |

## vèrtex geodèsic
| imatge | Nom             | Ubicat a            | instància de    | Detalls   | coordenades | Protecció | Commons (més fotos) | Dades a WD                    |
| ------ | --------------- | ------------------- | --------------- | --------- | --- | --------- | ------------------- | ----------------------------- |
|        | Cresta Bocs     | Olesa de Bonesvalls | vèrtex geodèsic | Alt: 1.2m | 41° 22′ 29″ N, 1° 49′ 56″ E / 41.374807°N,1.832354°E 541.102 msnm                                               |           |                     | Modifica les dades a Wikidata |
|        | Puig de la Mola | Olesa de Bonesvalls | vèrtex geodèsic | Alt: 1.2m | 41° 19′ 10″ N, 1° 50′ 52″ E / 41.319311°N,1.847825°E ca:Puig de la Mola. 08795 OLESA DE BONESVALLS 534.673 msnm |           |                     | Modifica les dades a Wikidata |

## Misc
| imatge | Nom                                      | Ubicat a | instància de                                               | Detalls                                   | coordenades | Protecció                                            | Commons (més fotos)                      | Dades a WD                    |
| ------ | ---------------------------------------- | --- | ---------------------------------------------------------- | ----------------------------------------- | --- | ---------------------------------------------------- | ---------------------------------------- | ----------------------------- |
|        | Can Tutusaus                             | Olesa de Bonesvalls | casa                                                       | Estil: arquitectura neoclàssica 1729      | 41° 21′ 10″ N, 1° 50′ 59″ E / 41.352742°N,1.849709°E ca:Plaça de la Creu nº 1. 08795 OLESA DE BONESVALLS              | bé integrant del patrimoni cultural català           | Can Tutusaus (Olesa de Bonesvalls)       | Modifica les dades a Wikidata |
|        | Marge dels Moros                         | Olesa de Bonesvalls | menhir                                                     |                                           | 41° 19′ 12″ N, 1° 50′ 50″ E / 41.3199108489127°N,1.8472932254073°E                                                    |                                                      |                                          | Modifica les dades a Wikidata |
|        | Parc de Garraf                           | Avinyonet del Penedès Begues Castelldefels Gavà Olesa de Bonesvalls Olivella Sant Pere de Ribes Sitges Vilanova i la Geltrú | parc natural àrea protegida Pla d'Espais d'Interès Natural | 1988 1992 Superfície: 12377 14820.37671ha | 41° 17′ 29″ N, 1° 52′ 30″ E / 41.2914°N,1.87502°E                                                                     |                                                      | Parc del Garraf                          | Modifica les dades a Wikidata |
|        | Penya de l'Heura                         | Olesa de Bonesvalls | roca indret                                                |                                           | 41° 22′ 31″ N, 1° 52′ 02″ E / 41.37523°N,1.8673°E ca:Fondo del Futre. 08795 OLESA DE BONESVALLS                       |                                                      |                                          | Modifica les dades a Wikidata |
|        | Pont de l'Arcada                         | Olesa de Bonesvalls | arc natural                                                |                                           | 41° 22′ 55″ N, 1° 52′ 10″ E / 41.382002733188°N,1.86943441731388°E ca:Al fondo de l'Arcada. 08795 OLESA DE BONESVALLS |                                                      | Pont de l'Arcada                         | Modifica les dades a Wikidata |
|        | Pont de l'Escalat                        | Olesa de Bonesvalls | pont                                                       |                                           | 41° 20′ 47″ N, 1° 51′ 18″ E / 41.3464257075559°N,1.85509705272916°E                                                   |                                                      |                                          | Modifica les dades a Wikidata |
|        | Sant Joan Baptista d'Olesa de Bonesvalls | Olesa de Bonesvalls | església                                                   | Estil: arquitectura neoclàssica 1776      | 41° 21′ 13″ N, 1° 50′ 56″ E / 41.353518°N,1.848895°E ca:Plaça de l'Església. 08795 OLESA DE BONESVALLS                | bé integrant del patrimoni cultural català           | Sant Joan Baptista d'Olesa de Bonesvalls | Modifica les dades a Wikidata |
|        | antic Hospital de Cervelló               | Olesa de Bonesvalls | edifici                                                    | Estil: arquitectura romànica 13rd century | 41° 20′ 43″ N, 1° 50′ 46″ E / 41.345303°N,1.846074°E ca:Hospital de Cervelló. 08795 OLESA DE BONESVALLS               | bé d'interès cultural bé cultural d'interès nacional | Antic hospital de Cervelló               | Modifica les dades a Wikidata |
|        | carrer Santa Marta                       | Olesa de Bonesvalls | carrer                                                     | Estil: arquitectura popular               | 41° 20′ 44″ N, 1° 50′ 45″ E / 41.345615°N,1.845819°E ca:Barri de l'Hospital. 08795 OLESA DE BONESVALLS                | bé integrant del patrimoni cultural català           | Carrer Santa Marta (Olesa de Bonesvalls) | Modifica les dades a Wikidata |
|        | casa consistorial d'Olesa de Bonesvalls  | Olesa de Bonesvalls | casa consistorial                                          |                                           | 41° 21′ 06″ N, 1° 51′ 03″ E / 41.3517034°N,1.8507778°E                                                                |                                                      | Town hall of Olesa de Bonesvalls         | Modifica les dades a Wikidata |
|        | cucona del Llaurer                       | Olesa de Bonesvalls | abeurador forat                                            |                                           | 41° 22′ 40″ N, 1° 52′ 03″ E / 41.37783°N,1.86752°E ca:Fondo del Futre. 08795 OLESA DE BONESVALLS                      |                                                      |                                          | Modifica les dades a Wikidata |
|        | riera de Begues                          | Begues Olesa de Bonesvalls Avinyonet del Penedès Olivella Sant Pere de Ribes                                                | curs d'aigua                                               | Desemboca: riera de Ribes                 | 41° 19′ 07″ N, 1° 56′ 42″ E / 41.318667°N,1.944927°E 41° 15′ 50″ N, 1° 46′ 26″ E / 41.264013°N,1.773904°E             |                                                      | Riera de Begues                          | Modifica les dades a Wikidata |